# 博爾賈區

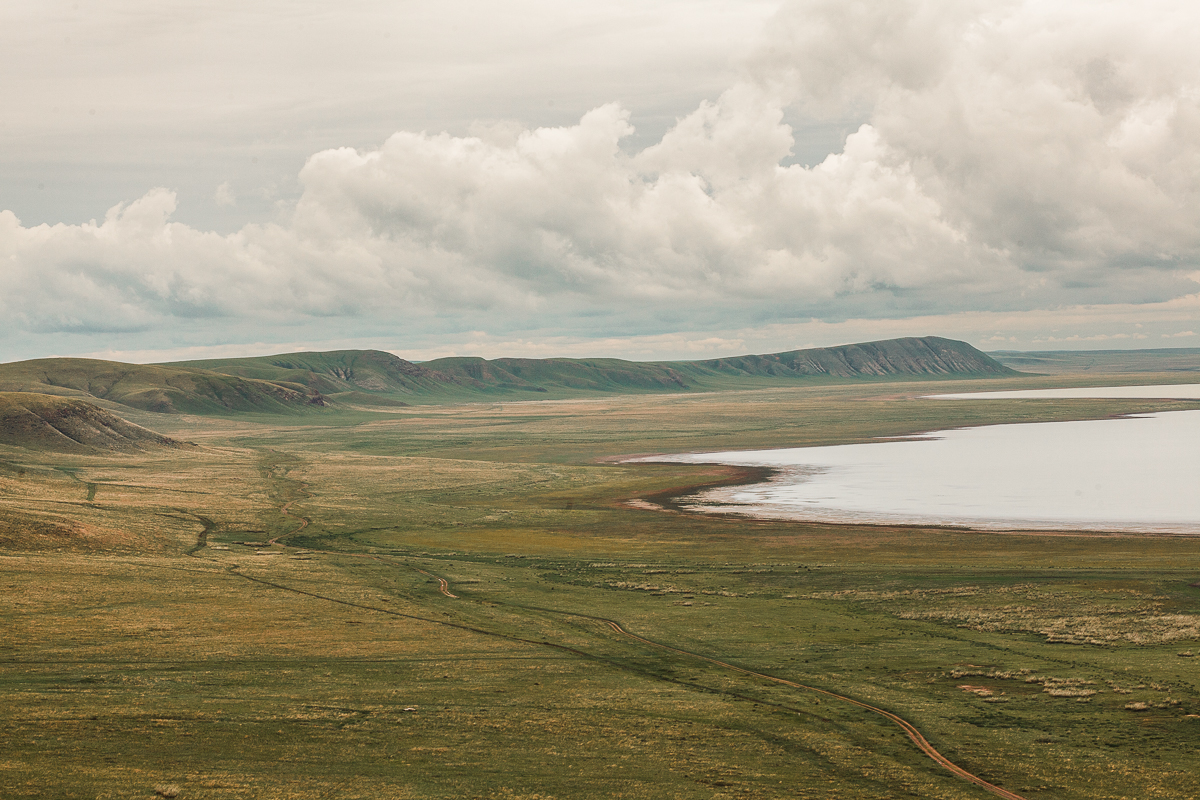

50°29′28″N 116°51′50″E / 50.491°N 116.864°E
博爾賈區（俄语：Борзинский район），是俄羅斯的一個區，位於該國西部，由外貝加爾邊疆區負責管轄，始建於1926年1月4日，面積9,000平方公里，2010年人口51,647，人口密度每平方公里5.74人。